# Richard Jobson (explorador)
Richard Jobson (1620–1623) fue un explorador inglés de África Occidental. Se le conoce por sus escritos sobre su viaje de 1620-1621 al río Gambia.

## Biografía
En 1620, Jobson fue designado para dirigir una expedición para explorar el río Gambia en busca de oro. Los intentos de exploración anteriores, realizados en 1618 y 1619, habían fracasado debido a la hostilidad de los portugueses y a las enfermedades.
Jobson zarpó de Inglaterra en octubre de 1620 y llegó a la desembocadura del río Gambia en noviembre. Remontó el río más allá de las cataratas de Barrakunda, hasta una zona que llamó Tenda, que significa «cruce del río» en lengua mandinka.
Jobson visitó varios lugares reconocibles por sus nombres modernos, incluidos Wuli, Kantora y Sutukoba. No encontró el oro que buscaba.
A su vuelta a Inglaterra en 1621, publicó el relato de sus aventuras con el título de The Golden Trade.